# Vilkha
Le Vilkha (« aulne », Вільха en ukrainien, ou Ольха pour l'armée russe) est un lance-roquettes multiple lourd ukrainien basé sur le BM-30 Smertch soviétique et proche du système Tornado-S russe.
Il tire des munitions guidées comparables aux M30/M31 du M142 HIMARS mais de calibre et portée supérieurs.
Développé à partir de 2016 par le bureau d'études Luch, il entre en service dans les Forces armées de l'Ukraine en 2018.

## Lanceur
D'aspect similaire au BM-30, le lanceur est muni de 12 tubes de 300 mm pouvant tirer une salve complète en 48 secondes.
Il dispose d'un système de contrôle de tir automatisé qui minimise le temps de déploiement et donc la vulnérabilité aux tirs de contre-batterie.
La portée étendue des munitions permet de remplacer les missiles balistiques tactiques Totchka-U hérités de l'URSS.
Il utilise le châssis de camion 8x8 KrAZ-7634 qui lui permet une vitesse de 100 km/h sur route.

## Munitions

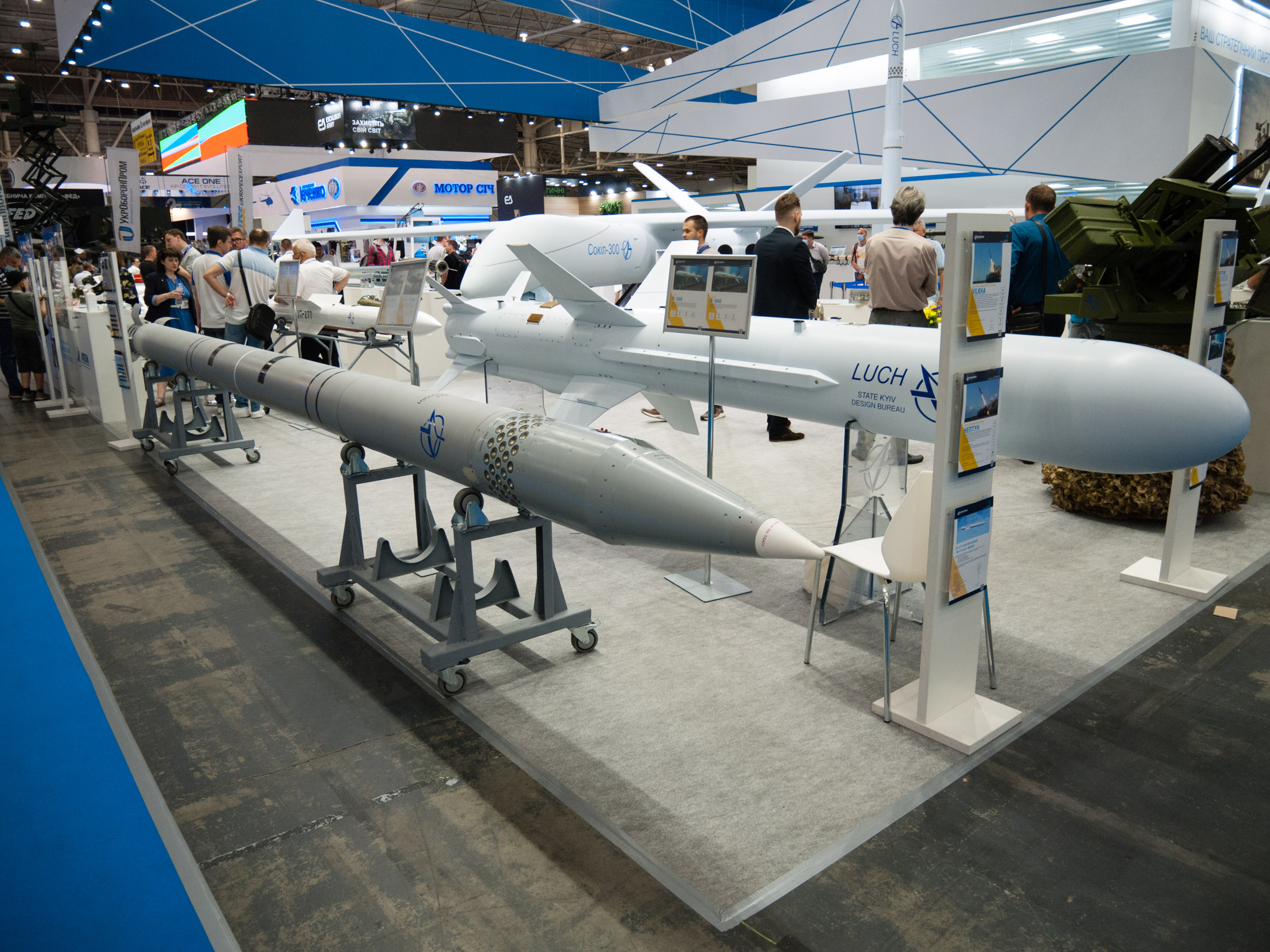
missile R624M (au premier plan)

Le système utilise les projectiles de la famille R624, qui conservent les dimensions des munitions 9M55 du BM-30 : 300 mm de diamètre et 7,6 m de longueur pour une masse d'environ 800 kg. L'objectif est de permettre leur utilisation sur BM-30 avec le moins de modifications possibles, visant un marché à l'export vers des pays déjà équipés de ce lanceur.
La faible vitesse initiale de la roquette rend les gouvernes aérodynamiques inefficaces pendant les premières secondes de vol. Le guidage est alors assuré par 90 micro-moteurs qui fournissent une poussée latérale. Le projectile suit pour l'essentiel une trajectoire balistique, atteignant environ Mach 3,4. Ce n'est qu'en fin de vol que des surfaces de contrôle amovibles ajustent la trajectoire.
Le guidage repose principalement sur une centrale inertielle, assistée par GPS. En effet, si le GPS permet une excellente précision, il est aussi très vulnérable au brouillage. Au cours des essais, le constructeur a annoncé une ECP de 30 m pour un tir à plus de 100 km, réduite par la suite à 10-15 m.
Les sources divergent sur quelques détails, mais un article de la chaîne de télévision ukrainienne Espresso TV (septembre 2023) présente des données représentatives pour les variantes de projectiles suivantes :
| Nom     | Charge utile | Portée | Remarques                                  |
| ------- | ------------ | ------ | ------------------------------------------ |
| R624    | 250 kg       | 70 km  | performances égales aux roquettes du BM-30 |
| R624-M  | 170 kg       | 130 km | ogive unitaire, en service en 2024         |
| R264-R  | 170 kg       | 130 km | variante à sous-munitions                  |
| R624-M1 | 170 kg       | 154 km | variante à longue portée                   |
| R624-M1 | 236 kg       | 121 km | variante à forte charge utile              |
| R624-M2 | 170 kg       | 202 km |                                            |

Les portées données pour les versions M1 et M2 (encore expérimentales en 2024) supposent l’utilisation d'un nouveau carburant environ 40% plus efficace.

## Développements futurs
Un projet Bureau d'études Luch implique de transformer le Vilkha en un lanceur commun pour les roquettes d'artillerie et un nouveau type de missile sol-air (SAM) avec un missile disposant d'une portée maximale de 100 km.
Une version à cabine blindée sur un châssis plus puissant est à l'étude.
Un guidage laser des projectiles sur des cibles désignées par un drone Bayraktar TB2 est également envisagé.

## Utilisation opérationnelle

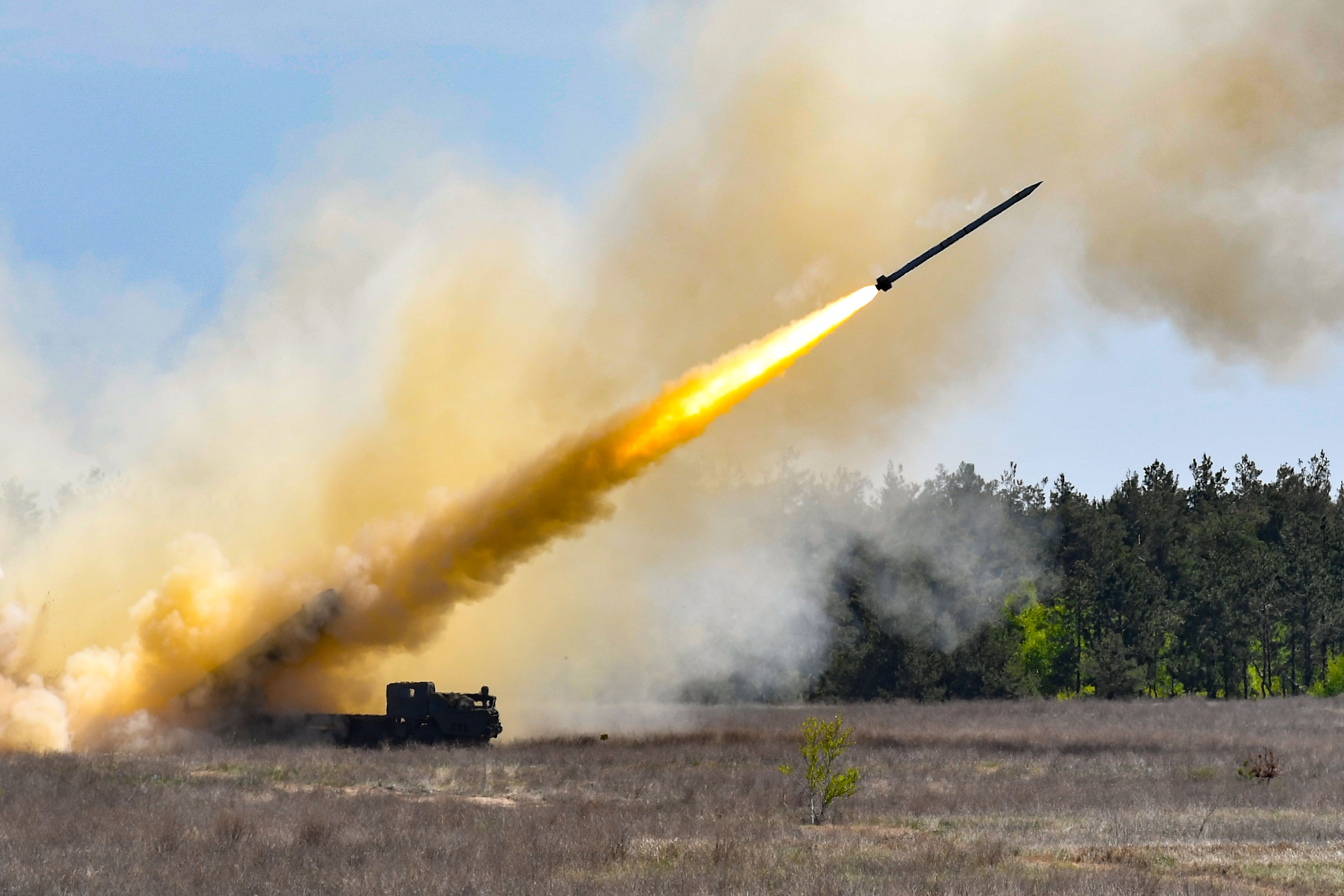
Essais du lanceur.

Les premiers essais du Vilkha ont eu lieu en 2016 et le modèle a été adopté en 2018. 98 exemplaires avaient été livrés en 2020.
La version Vilkha-M, mise au point en 2019, a terminé ses essais en 2021, mais l'invasion russe a retardé sa mise en service.
L'utilisation du Vilkha durant la guerre en Ukraine est peu documentée, en dehors d'une vidéo montrant deux lanceurs en action publiée par le ministère de la Défense ukrainien en juillet 2022.
Le constructeur affirme qu'environ 50 projectiles ont été tirés dans la semaine qui a suivi l'invasion.
Certains observateurs évoquent des cas possibles d'utilisation :
- frappes de précision autour de Marioupol début 2022, avant l'arrivée des HIMARS sur le front

- destruction d'une base russe à Henitchesk, oblast de Kherson, en juin 2023 ou du pont de Chonhar (en) (les impacts correspondraient mieux aux 170 kg d'explosif d'un R264-M qu'aux 450 kg d'un SCALP/EG)

La Russie affirme avoir intercepté des roquettes Vilkha à partir de décembre 2023 dans la région de Belgorod, et dans la région de Koursk en juin et août 2024.